# Guido I d'Alvernia
Guido d'Alvernia (nella prima metà del X secolo – 989), fu visconte d'Alvernia dal 970 circa, poi conte d'Alvernia, fino alla sua morte.

## Origine
Figlio del visconte d'Alvernia, Roberto II (come risulta dal documento n° 179 del Cartulaire de Sauxillanges), e di Engelberga (come risulta dal  documento n° 1525 del Recueil des chartes de l'abbaye de Cluny, tomé 2), di cui non si conoscono gli ascendenti. Roberto II, era figlio del conte di Clermont e visconte d'Alvernia, Roberto I, e di Aldegardis, di cui non si conoscono gli ascendenti, come ci viene confermato dal documento n° 336 del Cartulaire de Brioude, dal fratello Stefano fa una donazione in suffragio delle anime dei genitori.

## Biografia
In una donazione sempre fatta dallo zio Stefano (?-ca. 970), vescovo di Clermont, durante il regno di Lotario IV, nel mese di novembre, senza specificare l'anno, la n° 179 del Cartulaire de Sauxillanges, Guido controfirma la donazione assieme al padre, Roberto il Giovane ed al fratello, Roberto (III).
Alla morte del padre, Roberto il Giovane, molto probabilmente, Guido gli subentrò nel titolo di visconte.
Verso il 980, Guido ripristinò il titolo di conte d'Alvernia.
Guido fece due donazioni a suffragio delle anime dei genitori, Roberto II ed Engelberga, e del fratello Roberto (III): una riportata dal  documento n° 1525 del Recueil des chartes de l'abbaye de Cluny, tomé 2, del maggio 980 (mense majo, viscesimo sexto Lothardi regis) ed una seconda, anche a suffragio dello zio vescovo, Stefano, dal documento n° 363 del Cartulaire de Sauxillanges, sempre durante il regno di Lotario (mense augusto feria quarta, regnante Lothario rege Francorum).
Guido morì, nel 989, e, dato che non aveva eredi, secondo lo storico, chierico, canonista e bibliotecario francese, Étienne Baluze, il fratello Guglielmo, succedette a Guido, nei titolo di Conte d'Alvernia.

## Matrimonio e discendenza
Roberto aveva sposato Ausenda, di cui non si conoscono gli ascendenti, e non si conosce neppure l'anno delle nozze, ma si ha conferma del matrimonio una donazione fatta da Guido, nel maggio del 980, a suffragio delle anime dei genitori e del fratello, Roberto (III), riportata dal  documento n° 1525 del Recueil des chartes de l'abbaye de Cluny, tomé 2; e da quello stesso documento si apprende che i terreni inerenti alla donazione provengono da una eredità che la moglie Ausenda ricevette dalla madre. Ausenda compare anche nella donazione riportata dal documento n° 363 del Cartulaire de Sauxillanges.
Di Guido non si conosce nessuna discendenza.

## Ascendenza
|                        |   |         | Genitori |  |  | Nonni |  |  | Bisnonni  |  |  | Trisnonni  |  |
|                        |   |         |          |  |  |       |  |  | Eustorgio |  |  | Arimanno ? |  |
|                        |   |         |          |  |  |       |  |  | Eustorgio |  |  | Arimanno ? |  |
|                        |   | …       |          |  |  |       |  |  | Eustorgio |  |  |            |  |
| Roberto I di Clermont  |   |         |          |  |  |       |  |  | Eustorgio |  |  |            |  |
|                        |   | Arsinda | …        |  |  |       |  |  |           |  |  |            |  |
|                        |   | Arsinda | …        |  |  |       |  |  |           |  |  |            |  |
|                        |   | Arsinda | …        |  |  |       |  |  |           |  |  |            |  |
| Roberto II di Clermont |   | Arsinda |          |  |  |       |  |  |           |  |  |            |  |
|                        |   | …       | …        |  |  |       |  |  |           |  |  |            |  |
|                        |   | …       | …        |  |  |       |  |  |           |  |  |            |  |
|                        |   | …       | …        |  |  |       |  |  |           |  |  |            |  |
| Aldegardis             |   | …       |          |  |  |       |  |  |           |  |  |            |  |
|                        |   | …       | …        |  |  |       |  |  |           |  |  |            |  |
|                        |   | …       | …        |  |  |       |  |  |           |  |  |            |  |
|                        |   | …       | …        |  |  |       |  |  |           |  |  |            |  |
| Guido I d'Alvernia     |   | …       |          |  |  |       |  |  |           |  |  |            |  |
|                        | … | …       |          |  |  |       |  |  |           |  |  |            |  |
|                        | … | …       |          |  |  |       |  |  |           |  |  |            |  |
|                        | … | …       |          |  |  |       |  |  |           |  |  |            |  |
| …                      | … |         |          |  |  |       |  |  |           |  |  |            |  |
|                        |   | …       | …        |  |  |       |  |  |           |  |  |            |  |
|                        |   | …       | …        |  |  |       |  |  |           |  |  |            |  |
|                        |   | …       | …        |  |  |       |  |  |           |  |  |            |  |
| Engelberga             |   | …       |          |  |  |       |  |  |           |  |  |            |  |
|                        |   | …       | …        |  |  |       |  |  |           |  |  |            |  |
|                        |   | …       | …        |  |  |       |  |  |           |  |  |            |  |
|                        |   | …       | …        |  |  |       |  |  |           |  |  |            |  |
| …                      |   | …       |          |  |  |       |  |  |           |  |  |            |  |
|                        |   | …       | …        |  |  |       |  |  |           |  |  |            |  |
|                        |   | …       | …        |  |  |       |  |  |           |  |  |            |  |
|                        |   | …       | …        |  |  |       |  |  |           |  |  |            |  |
|                        |   | …       |          |  |  |       |  |  |           |  |  |            |  |

### Fonti primarie
- (LA)  Cartulaire de Brioude.
- (LA)  Cartulaire de Sauxillanges.
- (LA)  Histoire Générale de Languedoc, Tome V, Preuves, Chartes et Diplômes.
- (LA)  Recueil des chartes de l'abbaye de Cluny, tomé 2.

### Letteratura storiografica
- Louis Alphen, Francia: Gli ultimi Carolingi e l'ascesa di Ugo Capeto (888-987), in «Storia del mondo medievale», vol. II, 1979, pp. 636–661
- (FR)  Baluze, Histoire généalogique de la maison d'Auvergne, tome 1 .